# Robotniczo-Chłopska Organizacja Bojowa
Robotniczo-Chłopska Organizacja Bojowa – polska, lewicowa organizacja podziemna, utworzona w lipcu 1941 na Lubelszczyźnie w celu przygotowania oddziałów do walki zbrojnej, gromadzenia broni, niesienia pomocy zbiegłym jeńcom radzieckim i Żydom. 
Swoim zasięgiem objęła dawne województwa warszawskie i kieleckie. Wśród organizatorów organizacji byli radykalni ludowcy Aleksander Szymański „Ali”, Michał Wójtowicz, Stanisław Szot. Na czele grupy warszawskiej stał były działacz Komunistycznej Partii Polski Ludwik Krasiński ps. Roman, na czele grupy radomskiej J.Orchowski. W 9 komitetach gminnych i 46 kołach terenowych działało ponad 1000 osób. W roku 1942 organizacja przystąpiła do Polskiej Partii Robotniczej.